# Grzegorz Gruszka
Grzegorz Stefan Gruszka (ur. 2 września 1962 w Koskach Pierwszych) – polski polityk, poseł na Sejm II, III i IV kadencji.

## Życiorys
W 2000 ukończył studia na Wydziale Humanistycznym Wyższej Szkoły Pedagogicznej w Bydgoszczy. Członek Polskiego Związku Łowieckiego.
Należał do Polskiej Zjednoczonej Partii Robotniczej, a następnie do Socjaldemokracji RP, w której kierował strukturami w Bydgoszczy. Pełnił funkcję posła na Sejm II, III i IV kadencji wybranego z listy Sojuszu Lewicy Demokratycznej w okręgach bydgoskich: nr 5 i nr 4. Od 1998 do 2000 był przewodniczącym Sejmiku Województwa Kujawsko-Pomorskiego. W 2004 przeszedł z SLD do Socjaldemokracji Polskiej.
W grudniu 2004 został usunięty z SDPL po opisanej w mediach sytuacji związanej z prowadzeniem samochodu w stanie nietrzeźwości i ucieczką przed pościgiem policyjnym. 
8 października 2007 Sąd Rejonowy w Bydgoszczy skazał go za ten czyn na karę roku pozbawienia wolności z warunkowym zawieszeniem jej wykonania na okres próby wynoszący trzy lata i grzywnę, orzekając jednocześnie świadczenie pieniężne i trzyletni zakaz prowadzenia pojazdów.
W 2011 ponownie został przyjęty do SLD. W marcu 2012 przegrał rywalizację o stanowisko przewodniczącego bydgoskich struktur partii. W 2014 bez powodzenia kandydował do sejmiku.